# 高見勝利
高見 勝利（たかみ かつとし、1945年4月17日 - ）は、日本の法学者。専門は憲法。学位は、法学博士（東京大学・1974年）（学位論文「国民代表政成立史論-十八世紀末西欧における国民代表政の成立とその意義-」）。上智大学名誉教授、北海道大学名誉教授。兵庫県淡路島出身。小林直樹門下。

## 略歴

### 学歴
- 1964年 - 兵庫県立三原高等学校卒業。
- 1968年 - 中央大学法学部卒業(清水睦ゼミ)。
- 1974年 - 東京大学大学院法学政治学研究科博士課程修了。
  - 東京大学より法学博士の学位を取得、学位論文の題は「国民代表政成立史論-十八世紀末西欧における国民代表政の成立とその意義-」。

### 職歴
- 1973年 - 立教大学法学部助手（1974年まで）。
- 1974年 - 法政大学法学部非常勤講師（1975年まで）
- 1976年 - 小樽商科大学商学部助教授。
- 1978年 - 筑波大学社会科学系助教授。
- 1982年 - 九州大学法学部助教授。
- 1987年 - 同教授。
- 1988年 - 北海道大学法学部教授。
- 2002年 - 国立国会図書館専門調査員。
- 2005年 - 上智大学大学院法学研究科法曹養成専攻教授。
- 2016年 - 同名誉教授。

## 著書
著書『芦部憲法学を読む』は芦部信喜の統治機構論を知る上で貴重である。

### 単著
- 『宮沢俊義の憲法学史的研究』（有斐閣、2000年）
- 『芦部憲法学を読む』（有斐閣、2004年）
- 『現代日本の議会政と憲法』（岩波書店、2008年）
- 『政治の混迷と憲法――政権交代を読む』（岩波書店、2012年）
- 『憲法改正とは何だろうか』（岩波新書、2017年）

### 共著
- （野中俊彦、中村睦男、高橋和之）『憲法　I・II』（有斐閣、［初版］1992年、［新版］1996年、［第3版］2001年、［第4版］2006年、［第5版］2012年）

### 編著
- 『人権論の新展開』（北海道大学図書刊行会、1999年）
- 『美濃部達吉著作集』（慈学社出版、2007年）
- 『刑部荘著作集』（慈学社出版、2008年）
- 『あたらしい憲法のはなし　他二篇』（岩波現代文庫、2013年）
- 『金森徳次郎著作集』（慈学社出版、［Ⅰ］2013年、［Ⅱ］［Ⅲ］2014年）

### 共編著
- （三島淑臣、阿南成一、栗城壽夫）『法と国家の基礎に在るもの――水波朗教授退官記念』（創文社、1989年）
- （芦部信喜）『皇室典範』（日本立法資料全集本巻 1）（信山社出版、1990年）
- （芦部信喜）『皇室経済法』（日本立法資料全集本巻 7）（信山社出版、1992年）
- （芦部信喜、高橋和之、日比野勤）『日本国憲法制定資料全集』（日本立法資料全集本巻）（信山社出版、［1］1997年、［2］1998年、［6］2001年、［4-1］［4-2］2008年、［5］2009年、［13］［14］［15］［17］［18］［19］2017年）
- （大石眞、長尾龍一）『対談集 憲法史の面白さ』 (日本憲法史叢書 2)（信山社出版、1998年）
- （横田耕一）『ブリッジブック憲法』（信山社出版、2003年）
- （常本照樹、岡田信弘）『日本国憲法解釈の再検討』（有斐閣、2004年）
- （樋口陽一、森英樹、辻村みよ子）『国家と自由――憲法学の可能性』（日本評論社、2004年）
- （樋口陽一、森英樹、辻村みよ子、長谷部恭男）『国家と自由・再論』（日本評論社、2012年）

## 門下生
- 館田晶子 - 北海学園大学法学部教授、元専修大学准教授、元跡見学園女子大学准教授
- 山崎友也 - 金沢大学教授